# Aeroportul Internațional Erenhot Saiwusu
Aeroportul Internațional Erenhot Saiwusu (IATA: ERL, ICAO: ZBER) este un aeroport din Mongolia Interioară, Republica Populară Chineză ce deservește zona Erenhot⁠(d). Aeroportul a fost tranzitat în 2022 de 39.059 de pasageri. A fost numit după zona deservită.
Aeroportul dispune de o singură pistă.